# Hansjörg Knauthe
Hansjörg Knauthe (* 13. Juli 1944 in Geising) ist ein ehemaliger deutscher Biathlet, der für die DDR startete.
Als Jugendlicher betrieb Knauthe Vierkombination (Alpinski, Langlauf, Skisprung). Er wurde im VEB Glashütte zum Feinmechaniker ausgebildet. Während dieser Zeit begann er im nahen Zinnwald mit dem militärischen Mehrkampf. Er meldete sich zur Volkspolizei und trainierte ab 1962 im Biathlonzentrum von Zinnwald. Neben dem Biathlon betreibt er auch weiterhin Skilanglauf, wo auch seine besonderen Stärken im Biathlon lagen. Bei den Skilangläufern wurde Knauthe 1965 Juniorenmeister auf der 10-Kilometer-Strecke. Doch konzentrierte er sich danach vor allem auf den Biathlonsport. 1967 bis 1972 wurde er siebenmal in Folge DDR-Meister mit der Staffel. 1971 gewann er zusätzlich den Titel im Einzel. Einen ersten großen internationalen Erfolg feierte er bei den Biathlon-Weltmeisterschaften 1970, wo er mit der Staffel Bronze gewann. Zwei Jahre später feierte er bei den Olympischen Winterspielen in Sapporo seine größten Erfolge. Er gewann die Silbermedaille über 20 Kilometer und gemeinsam mit Horst Koschka, Joachim Meischner und Dieter Speer sicherte er sich zudem noch die Bronzemedaille über 4 × 7,5 km der DDR-Staffel. Für diese Erfolge wurde er mit dem Vaterländischen Verdienstorden in Silber ausgezeichnet. Zu seiner aktiven Zeit startete er für die SG Dynamo Zinnwald.
Der internationale Erfolg ebnete Knauthe den weiteren Karriereweg. Obwohl er nach der Achten Klasse die Schule verlassen hatte, erwarb er nach seiner aktiven Karriere die Hochschulreife und studierte an der DHfK und wurde anschließend Diplomsportlehrer. Als Nachwuchstrainer im Biathlon und als späterer Sektionsleiter blieb er dem Sport erhalten. In seiner Funktion als Sektionsleiter war Knauthe für die materielle und technische Ausstattung des Zinnwalder Trainingszentrum verantwortlich. Nach der Wende wurde er Personen- und Objektschützer an der Sächsischen Staatskanzlei. Er lebt in Geising.